# Алеев, Пётр
Пётр Алеев (около 1842— после 1913) — российский революционер.

## Биография
Из дворян Астраханского казачьего войска. Обучался в Казанском университете. Будучи студентом, участвовал в Казанском заговоре. В мае того же года был арестован и привлечён к суду, как заговорщик.
Преданный суду Казанской уголовной палаты, затем Сената Российской империи в ноябре 1864 года приговорён к 6 годам каторжных работ, однако по Высочайшему повелению о прекращении всех неоконченных до того времени политических дел, касающихся Казанского заговора и подготовки мятежа, в июне 1867 года получил помилование с отдачей под надзор на три года.
Впоследствии служил присяжным поверенным в Астрахани.